# 阿都哈密再那阿比丁
丹斯里阿都哈密再那阿比丁（1944年2月20日—2014年12月30日），马来西亚政治人物，曾于2004年7月16日至2009年担任大马人民信托局（MARA）主席。他曾是巴里文打国会议员以及首相署宗教事务部长。
2014年12月30日，他因呼吸困难和心脏病发作在吉隆坡国家心脏中心（IJN）逝世，享年70岁。